# Pseudometisa alba
Pseudometisa alba är en fjärilsart som beskrevs av Antonius Johannes Theodorus Janse 1917. Pseudometisa alba ingår i släktet Pseudometisa och familjen säckspinnare. Inga underarter finns listade.